# Wiedźma hip-hopu
Wiedźma hip-hopu (ang. Da Hip Hop Witch) to komedia z 2000 roku w reżyserii Dale Resteghini, oparty na Blair Witch Project.
Film o piątce nastolatków którzy zostali porwani w getcie przez wiedźmę hip-hopu. Po roku zostają odnalezieni.